# دیدوش مراد (شهرداری)
دیدوش مراد (شهرداری) (به عربی: دیدوش مراد) یک شهرداری در الجزایر است که در استان قسنطینه واقع شده‌است. دیدوش مراد ۳۳٬۲۶۶ نفر جمعیت دارد.